# Isangel
Isangel es una ciudad de Vanuatu. Localizada en la isla de Tanna, es la capital administrativa de la provincia de Tafea. La ciudad tiene una población de unas 1200 personas, la mayoría de ellas de origen melanesio; los idiomas más usados en la ciudad son el lénakel y la lengua nacional bislama, además del inglés criollo.
- Datos: Q1070178